# Ferrari 512 BB Pininfarina Pinin
La Ferrari Pinin è una concept car realizzata dalla Pininfarina per la Ferrari nel 1980.

## Il contesto
La "Pinin" è stata la prima vettura a quattro porte nella storia della Ferrari. Essa fu realizzata nel cinquantenario di attività della carrozzeria Pininfarina, per rendere omaggio al suo storico fondatore, Battista Farina, detto Pinin.

## Tecnica
Lo stile della vettura venne realizzato dal designer Diego Ottina, sotto la direzione di Leonardo Fioravanti, già responsabile di altri progetti per la Ferrari, tra i quali la Ferrari 365 Daytona. La carrozzeria si presenta con un design futuristico, caratterizzato da linee tese e muscolose. Gli interni sono in pelle Connolly di colore beige, utilizzata per rivestire la quasi totalità dell'abitacolo. Per rendere la vettura ancora più confortevole, sono stati introdotti alcune dotazioni tecnologiche, come ad esempio la regolazione elettrica dei sedili e l'utilizzo di un secondo impianto stereo dotato di cuffie, dedicato ai passeggeri posteriori.
Inizialmente la vettura fu esposta come maquette e venne in seguito equipaggiata con il V12 a V piatta 5.0 litri della Ferrari 512 BB, per il quale era stata predisposta. L'operazione fu concertata da Mauro Forghieri - ex direttore tecnico Ferrari - che scelse di montare il cambio manuale a 5 rapporti derivato dal modello "400 GT", più adatto ad una berlina sportiva. Oltre al telaio, anche i freni, il serbatoio e le sospensioni furono invece realizzate appositamente per la "Pinin".